# Berliner wissenschaftliche Luftfahrten

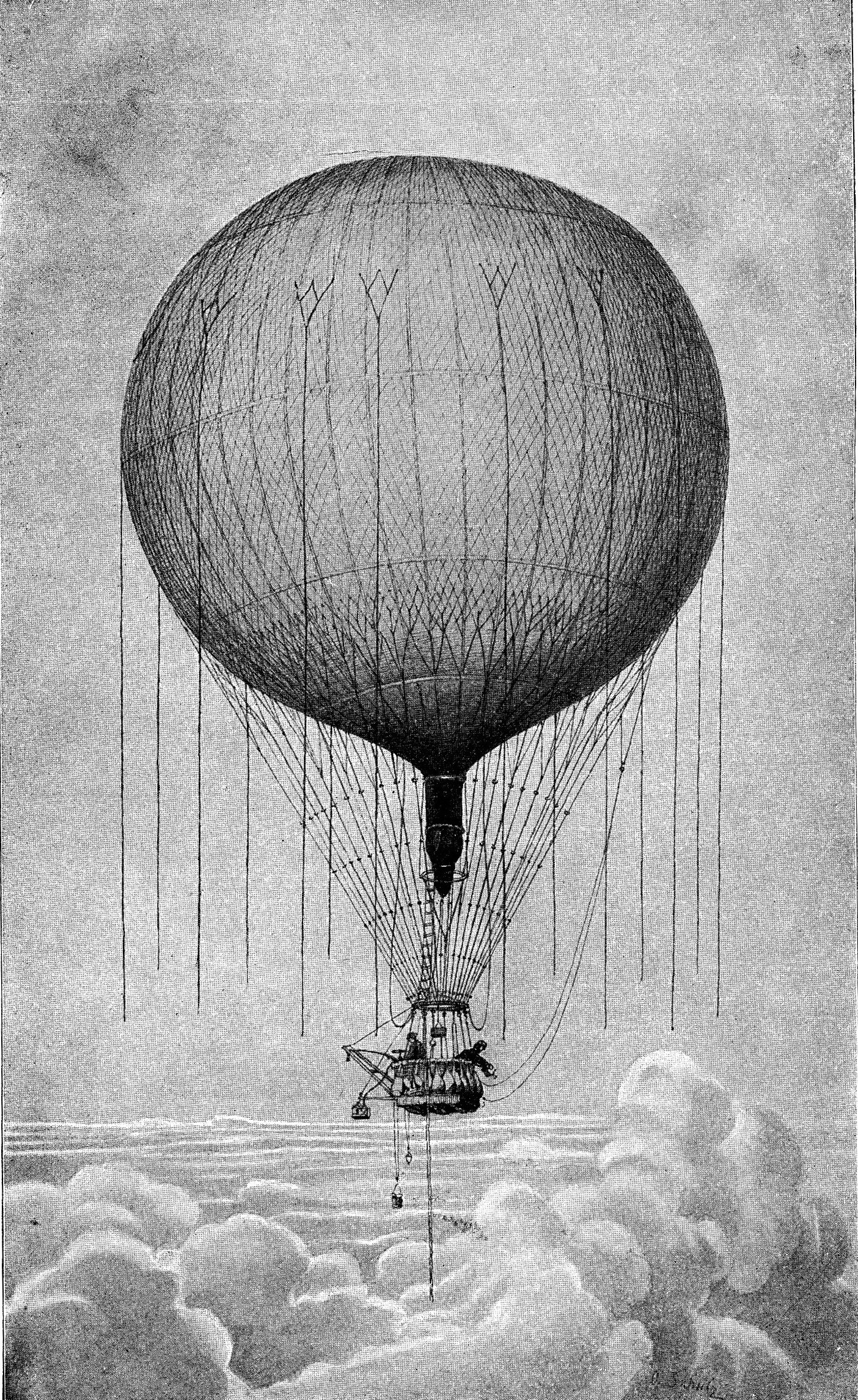
Ballon Humboldt, Zeichnung von Hans Groß

Als Berliner wissenschaftliche Luftfahrten wird eine Serie von 65 bemannten und 29 unbemannten Ballonaufstiegen bezeichnet, die in den Jahren 1888 bis 1899 vom Deutschen Verein zur Förderung der Luftschifffahrt zur Erforschung der freien Atmosphäre durchgeführt wurden. Organisator der Fahrten war Richard Aßmann, Professor am Berliner Meteorologischen Institut, der auch die wichtigsten der eingesetzten Messinstrumente entwickelt hatte. Die Durchführung lag vor allem in den Händen des Militärluftschiffers Hans Groß und des Meteorologen Arthur Berson. 1894 stieg Berson mit dem Ballon Phönix bis in eine Höhe von 9.155 Metern – die größte, die ein Mensch bis dahin erreicht hatte.

## Vorgeschichte

### Der Stand der Meteorologie in den 1880er Jahren
Die Meteorologie hatte im Verlaufe des 19. Jahrhunderts den Charakter einer lediglich beobachtenden und beschreibenden Wissenschaft verloren. Auf der Grundlage der klassischen Physik, vor allem der Partikel- und Kontinuumsmechanik und der mechanischen Wärmetheorie, war sie dabei, sich zu einer messenden und rechnenden Naturwissenschaft zu entwickeln, zu einer Physik der Atmosphäre. Die Grundzüge der atmosphärischen Thermodynamik waren in den 1880er Jahren bereits ausgearbeitet, die Beschreibung der Dynamik erfolgte aber durch einfache Ansätze wie beispielsweise das Barische Windgesetz.
Die wissenschaftliche Wettervorhersage steckte am Ende des 19. Jahrhunderts noch in den Kinderschuhen. Das lag einerseits an der unzureichenden Kenntnis der atmosphärischen Prozesse, andererseits an einem Mangel verlässlicher Beobachtungsdaten, die außerdem fast nur am Erdboden gewonnen wurden, während über den vertikalen Aufbau der Atmosphäre nur vage Vorstellungen bestanden.

### Frühere wissenschaftliche Ballonfahrten

James Glaisher (1809–1903)

Das Potential des Ballons zur Erforschung der freien Atmosphäre wurde schon früh erkannt. Bereits beim ersten Start eines Gasballons am 1. Dezember 1783 führte dessen Erfinder Jacques Charles ein Thermometer und ein Barometer mit. Schon im darauffolgenden Jahr stellte der Chemiker Antoine Laurent de Lavoisier im Auftrag der Académie française ein Programm für wissenschaftliche Luftfahrten auf, das allerdings nicht verwirklicht wurde. In Deutschland war es Georg Christoph Lichtenberg, der schon 1784 fünfundzwanzig Thesen über die Nutzung des Ballons aufstellte, deren erste die Erforschung der Atmosphäre thematisiert.
Die erste Ballonfahrt mit dem Ziel, meteorologische Beobachtungen auszuführen, unternahm am 30. November 1784 der amerikanische Arzt John Jeffries gemeinsam mit dem Berufsballonfahrer Jean-Pierre Blanchard. Eine erste systematische Untersuchung der freien Atmosphäre führte zwischen 1862 und 1866 der englische Meteorologe und bedeutende Pionier der Aerologie James Glaisher durch. Auf 28 Ballonfahrten maß er die Temperatur, den Luftdruck, die Luftfeuchtigkeit und die Windgeschwindigkeit bis in eine Höhe von fast 9.000 m. Da er seine Instrumente nicht ausreichend vor der Sonnenstrahlung schützte und er sie innerhalb des Ballonkorbs statt außerhalb anordnete, waren seine Temperaturmessungen besonders in größeren Höhen mit starken Fehlern behaftet. In den folgenden Jahren waren es vor allem französische Wissenschaftler wie Camille Flammarion, Gaston Tissandier und Wilfrid de Fonvielle, die wissenschaftliche Luftfahrten unternahmen. Jedoch blieben die Erforschungen der freien Atmosphäre bis in die 1890er Jahre isolierte Bemühungen vereinzelter Forscher.

### Entwicklungen in Berlin

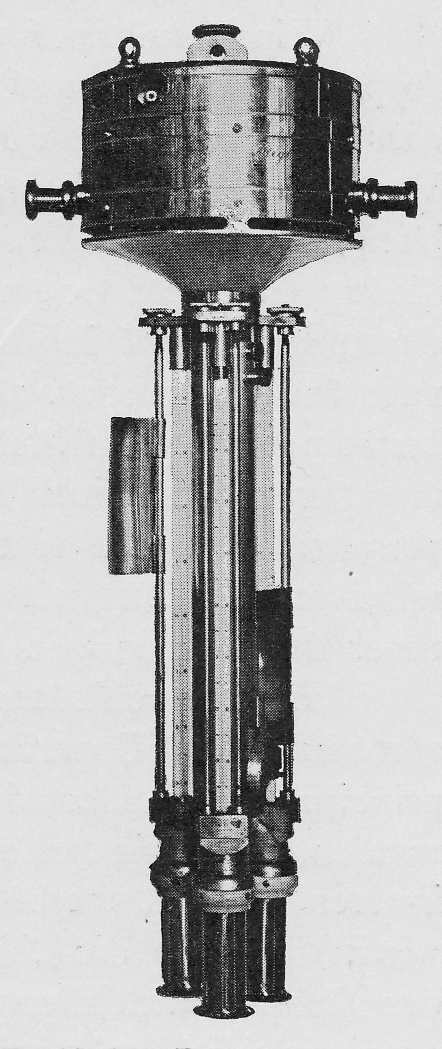
Dreifaches Ballon-Aspirationspsychrometer nach Aßmann

1885 wurde Wilhelm von Bezold zum Inhaber des neu geschaffenen Lehrstuhls für Meteorologie an der Friedrich-Wilhelms-Universität und zum Direktor des Preußischen Meteorologischen Instituts in Berlin berufen. Er strukturierte das Institut tiefgreifend um und stellte zum 1. April 1886 drei wissenschaftliche Oberbeamte ein, darunter den Magdeburger Arzt und Meteorologen Richard Aßmann. Dieser arbeitete seit 1883 an einem Messgerät, das die Lufttemperatur auch unter dem störenden Einfluss der Sonnenstrahlung genau bestimmen konnte. Als Aßmann 1887 gemeinsam mit anderen führenden Berliner Meteorologen dem 1881 gegründeten Deutschen Verein zur Förderung der Luftschifffahrt beitrat, lernte er den Ingenieur Hans Bartsch von Sigsfeld kennen, der für die 1884 aufgestellte Luftschifferabteilung, die den Eisenbahntruppen des preußischen Heeres zugeordnet war, am selben Problem arbeitete. Gemeinsam entwickelten sie das Aßmannsche Aspirationspsychrometer, bei dem der Strahlungseinfluss durch Abschirmung und permanente Belüftung ausgeschaltet ist.
Die von Glaisher aufgenommenen Temperaturprofile galten lange als gesichertes Wissen, waren aber vereinzelt auch angezweifelt worden, da sie theoretischen Erwägungen in wichtigen Punkten widersprachen. Aßmann und Sigsfeld sahen nun die Gelegenheit gekommen, Glaishers Resultate mit dem neuen Instrument kritisch zu überprüfen.
Am 2. Juni 1888 hielt Wilhelm von Bezold vor dem Deutschen Verein zur Förderung der Luftschifffahrt auf dessen 100. Sitzung eine Festrede zum Thema Die Bedeutung der Luftschiffahrt für die Meteorologie. Darin skizzierte er ein Programm zur Zusammenarbeit von Meteorologie und Luftschifffahrt bei der Erforschung der freien Atmosphäre, das von den Vereinsmitgliedern wohlwollend aufgenommen wurde. Seine Umsetzung dominierte die Vereinstätigkeit für mehr als ein Jahrzehnt. Bereits am 23. Juni 1888 fand die erste Fahrt mit Sigsfelds Ballon Herder statt.

## Finanzierung
Für die Durchführung des Unternehmens waren bedeutende Geldmittel erforderlich. Durch Spenden von Vereinsmitgliedern (Rudolph Hertzog, Werner von Siemens, Otto Lilienthal) konnte der Fesselballon Meteor angeschafft werden. Die Königlich-Preußische Akademie der Wissenschaften gewährte einmalig einen Betrag von 2.000 Mark. Mehrmals stellten Privatpersonen (Hans Bartsch von Sigsfeld, Kurt Killisch-Horn (1856–1915), Patrick Young Alexander) ihre privaten Ballons zur Verfügung. Insgesamt war der Verein jedoch nicht in der Lage, die benötigten Mittel für den Bau und Betrieb eines geeigneten Ballons aufzubringen. Daraufhin verfasste Mitte 1892 ein „Ausschuss zur Veranstaltung wissenschaftlicher Luftfahrten“, bestehend aus Richard Aßmann, Wilhelm von Bezold, Hermann von Helmholtz, Werner von Siemens, Wilhelm Foerster, August Kundt und Paul Güßfeldt, eine Immediateingabe an Kaiser Wilhelm II., die von der Akademie der Wissenschaften unterstützt wurde. Der Kaiser gewährte die beantragten 50.000 Mark für den Bau und Betrieb des Ballons Humboldt aus seinem „Allerhöchsten Dispositionsfonds“ und nach dem Explosionsunglück des Humboldt weitere 32.000 Mark für den Bau des Phönix. Zur Finanzierung ergänzender Fahrten und für die Publikation der wissenschaftlichen Ergebnisse erfolgte 1895 nach erneuter Immediateingabe die Zahlung weiterer 20.400 Mark. 1897 spendete der Verleger Georg Büxenstein für den Bau des Registrierballons Cirrus II 1.000 Mark.
Eine starke immaterielle Förderung erfuhr das Unternehmen auch durch das preußische Militär, das ein ausgeprägtes Interesse an einer militärischen Nutzung des Luftraums hatte. Offiziere der Luftschifferabteilung übernahmen in den meisten Fällen die Führung der Ballons. Mehrmals wurde den Meteorologen gestattet, an militärischen Ausbildungsfahrten teilzunehmen. Premierleutnant Groß wurde zeitweise von seinen Dienstverpflichtungen freigestellt und war für die Konstruktion der für die Hauptfahrten verwendeten Ballons verantwortlich.

## Teilnehmer

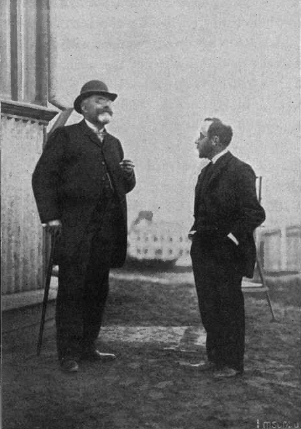
Richard Aßmann und Arthur Berson

Organisator der Berliner wissenschaftlichen Luftfahrten war Richard Aßmann. Neben seiner Position am Meteorologischen Institut war er seit Anfang 1889 auch Vorsitzender des Vereins zur Förderung der Luftschifffahrt. Aßmann sorgte für eine exzellente instrumentelle Ausstattung. Er nahm als Leiter des Projekts nur an drei bemannten Luftfahrten persönlich teil.
Sein engster Mitarbeiter am Meteorologischen Institut war seit 1889 Arthur Berson. Er nahm an 50 der 65 bemannten Luftfahrten teil. Er bestritt 31 Fahrten als verantwortlicher Observator und 9 als Ballonführer. Bei 10 Alleinfahrten war er beides in einer Person. Berson hatte auch großen Anteil an der wissenschaftlichen Bearbeitung der umfangreichen Messdaten.
Der Premierleutnant der Berliner Luftschifferabteilung Hans Groß spielte als Konstrukteur der verwendeten Gasballons und in 32 Fällen als Ballonführer eine wichtige Rolle bei der Vorbereitung und Durchführung der Luftfahrten. Seine stetigen Verbesserungen der vorhandenen Ballontechnik, z. B. die Einführung einer Reißvorrichtung zum schnellen Ablassen des Füllgases, die auch heutige Gasballons in fast unveränderter Form besitzen, machte die oftmals gefährlichen Unternehmungen zunehmend sicherer.
Neben Berson war auch Reinhard Süring, der spätere Direktor des Meteorologisch-Magnetischen Observatoriums Potsdam, als Observator (zehn Fahrten), Ballonführer (eine Fahrt) und dreimal als Alleinfahrer tätig. Als Observatoren beteiligten sich außerdem in fünf Fällen Otto Baschin, dreimal Richard Börnstein, je zweimal Victor Kremser, Hans Bartsch von Sigsfeld (davon einmal als Ballonführer) und Edmund Köbke sowie je einmal Hermann Stade (1867–1932), Börnsteins Assistent Becker, der Mediziner Braehmer und Abbott Lawrence Rotch, der Direktor des Blue-Hill-Observatoriums Boston.
Beteiligt waren ferner die Berufsluftschiffer Richard Opitz (1855–1892) und Stanley Spencer, der britische Luftfahrtpionier Patrick Young Alexander sowie eine Reihe von Militärluftschiffern wie Major Stephan von Nieber (1855–1920), der Kommandeur der Luftschifferabteilung, und Richard von Kehler.

## Technische Ausstattung

### Ballons

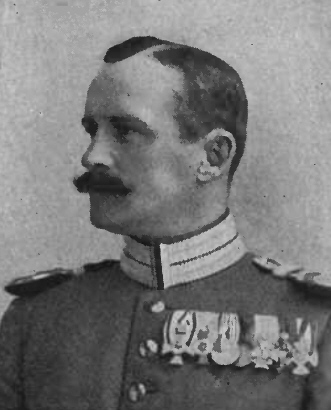
Hans Groß

Bei den 65 bemannten Freiballonfahrten kamen sechzehn verschiedene Ballons zum Einsatz, vom nur 290 m³ Gas fassenden Ballon Falke, der als „Schlechtwetterballon“ diente, wenn starke Winde oder Niederschläge die Gasbefüllung oder den Start eines großen Ballons verhinderten, bis zum 3.000 m³ großen Majestic des Briten Patrick Alexander. Etwa drei Viertel der Fahrten wurden mit den von Groß entworfenen Ballons M. W., Humboldt, Phönix, Sportpark Friedenau I und Sportpark Friedenau II durchgeführt. Als Traggas fand Wasserstoff oder das billigere Leuchtgas Verwendung, häufig auch ein Gemisch aus beiden.
Eine herausragende Bedeutung kam dem Ballon Phönix zu, der von Groß speziell für wissenschaftliche Luftfahrten konstruiert worden war. Er hatte genug Tragkraft, um auch Hochfahrten zu ermöglichen. Seine Hülle bestand aus zwei Lagen gummierten und vulkanisierten Baumwollstoffs. Sie enthielt zwei Ventile unterschiedlicher Größe, wobei das kleinere zum Ablassen von Füllgas beim Manövrieren während der Fahrt benutzt wurde, das größere zum Entleeren der Hülle nach der Landung. Als Reaktion auf die Explosion des Humboldt nach dessen sechster Fahrt hatte Groß den Phönix mit einer neu entwickelten Reißbahn ausgestattet, die vor dem Start mit der restlichen Hülle verklebt wurde. Durch das Ziehen der Reißleine konnte der Ballonführer die Hülle klaffend weit öffnen, was ihre rasche Entleerung bewirkte, ohne sie – im Gegensatz zu früheren Ausführungen – zu beschädigen. Zusätzlich wurde der Ballonstoff auf Vorschlag Bartsch von Sigsfelds regelmäßig mit 10%iger Calciumchloridlösung imprägniert, um ihn elektrisch leitfähig zu halten und eine Funkenbildung durch elektrostatische Entladung zu vermeiden.
Zur sicheren Landung führten die meisten Ballons einen schweren Anker mit. Nach der Einführung der Reißbahn wurde dieser aber entbehrlich, so dass bei den späteren Fahrten oft auf ihn verzichtet wurde. In den meisten Fällen gehörte zur Ausstattung auch ein Schlepptau, das bei den kleineren Ballons etwa 100 m lang war, bei den größeren 150 m. Während der Hochfahrten atmeten die Ballonfahrer, um der akuten Höhenkrankheit vorzubeugen, über Schläuche Sauerstoff aus einer stählernen Gasflasche.
| Ballon                            | Volumen (m³) | Material der Ballonhülle | Einsätze | Bemerkung |
| --------------------------------- | ------------ | ------------------------ | -------- | --- |
| M. W.                             | 1.180        | gefirnisste Baumwolle    | 5        | Privatballon (Killisch von Horn), ohne Schlepptau                                                                                            |
| Humboldt                          | 2.500        | gummierte Baumwolle      | 6        | eigens für die wissenschaftlichen Luftfahrten entworfen und gefertigt, für Hochfahrten geeignet                                              |
| Phönix                            | 2.630        | gummierte Baumwolle      | 23       | eigens für die wissenschaftlichen Luftfahrten entworfen und gefertigt, erstmals mit moderner Reißbahn ausgestattet, für Hochfahrten geeignet |
| Falke                             | 290          | Goldschlägerhaut         | 3        | ausrangierter Militärballon britischer Herkunft                                                                                              |
| Sperber                           | 800          | gefirnisste Baumwolle    | 1        | aus der Konkursmasse eines Berufsballonfahrers übernommen                                                                                    |
| Sportpark Friedenau I und II      | 1.250        | gummierte Baumwolle      | 13       | für Sportfahrten angeschaffte Vereinsballons, sehr leicht und auch für Hochfahrten geeignet                                                  |
| Herder                            | 1.600        | gefirnisste Baumwolle    | 1        | Privatballon (Bartsch von Sigsfeld) |
| Majestic                          | 3.000        | gefirnisste Seide        | 3        | Privatballon (Alexander) |
| Excelsior                         | 1.600        | gefirnisste Baumwolle    | 1        | Privatballon (Spencer) |
| Bussard, Condor, Albatross, Dohle | 1.300        | gummierte Baumwolle      | 7        | Militärballons der Luftschifferabteilung |
| Posen                             | 1.000        | gummierte Baumwolle      | 1        | Militärballon der Luftschifferabteilung |
| Feldballon                        | 500          | gummierte Baumwolle      | 1        | Militärballon der Luftschifferabteilung |

Der Fesselballon Meteor war aus gefirnisster Seide hergestellt und konnte bei Befüllung mit 130 m³ Leuchtgas eine Höhe von etwa 800 m erreichen. Der aus demselben Material hergestellte Registrierballon Cirrus war ein ausgedienter Militärfesselballon mit einem Fassungsvermögen von 250 m³. Auf seiner fünften Fahrt trug er die Messinstrumente in eine Höhe von fast 22 km. Cirrus II war aus gummierter Seide von weniger guter Qualität und hatte ein Volumen von 400 m³.

### Messinstrumente

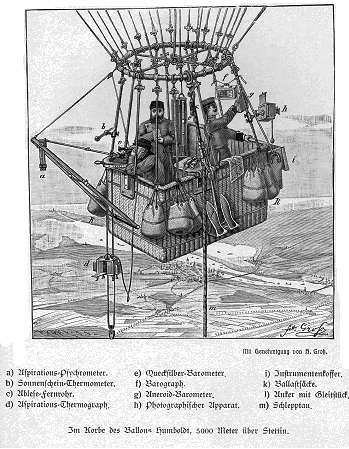
Anbringung der Instrumente im Korb des Humboldt, Zeichnung von Hans Groß

Das Forschungsprogramm sah vor, bei jeder Fahrt die Lufttemperatur und Luftfeuchtigkeit sowie die Strahlungsintensität in verschiedenen Höhen zu messen. Zusätzlich sollten Fahrtrichtung und -geschwindigkeit bestimmt sowie Wolkenbeobachtungen vorgenommen werden. Die Höhe wurde nach der barometrischen Höhenformel aus dem Luftdruck und der Temperatur berechnet. Zur Gewinnung der Messwerte wurden im Allgemeinen folgende Geräte mitgeführt:
- ein von Otto Bohne in Berlin konstruiertes Aneroidbarometer,
- ein Quecksilbergefäß-Barometer der Firma Rudolf Fuess in Berlin,
- ein Aneroidbarograph von Richard Frères in Paris,
- ein dreifaches Aspirationspsychrometer der Firma Fuess, bestehend aus einem trockenen und zwei im Wechsel befeuchteten Thermometern, die sich im stetigen Luftstrom eines Ventilators mit Federantrieb befinden,
- ein Schwarzkugelthermometer der Firma Fuess.

Weiterhin gehörten zur Grundausstattung ein Kompass, eine Taschenuhr und ein Momentapparat der Firma C. P. Goerz nach Ottomar Anschütz. Um die Temperatur ungestört von der Körperwärme der Passagiere und vom durch die Sonnenstrahlung aufgeheizten Korb messen zu können, war das Aspirationspsychrometer außerhalb des Korbs an einem Ausleger angebracht. Die Ablesung erfolgte mit Hilfe eines Fernrohrs. Zum Befeuchten des Psychrometers wurde der Ausleger etwa alle 30 Minuten kurzzeitig herangezogen.
Das Instrumentarium wurde gelegentlich erweitert oder modifiziert. So wurden bei Hochfahrten, die Lufttemperaturen unter dem Gefrierpunkt des Quecksilbers erwarten ließen, Alkoholthermometer verwendet.

## Verlauf

### Überblick
Die ersten Luftfahrten, Aßmann nennt sie die vorbereitenden, dienten dem Test der Messinstrumente, insbesondere des Aspirationspsychrometers. Da Bartsch von Sigsfeld seinen Wohnsitz Ende 1888 nach München und Augsburg verlegte und den Herder mitnahm, war in Berlin zunächst kein geeigneter Ballon mehr verfügbar. Die Tests fanden ab 1889 in München statt. Aßmann musste sich auf einige Versuche mit dem Fesselballon Meteor beschränken. Mit Beginn des Jahres 1891 stand endlich mit dem M. W. ein Freiballon zur Verfügung, der zwar schwer war und deshalb niemals über eine Höhe von 2.000 Metern hinauskam, mit dessen Hilfe die Tests aber erfolgreich abgeschlossen werden konnten. Erst als das Psychrometer 1892 in seiner ausgereiften Form vorlag, konnte mit der Ausführung systematisch angelegter Luftfahrten begonnen werden.
In den Jahren 1893 und 1894 fanden die 36 Hauptfahrten statt, davon 23 mit dem Phönix. Diese waren so angelegt, dass sie ein möglichst großes Spektrum von Wettersituationen sowie Tages- und Jahreszeiten überdeckten, um ein umfassendes Bild der physikalischen Verhältnisse der freien Atmosphäre zu erhalten. Neben Einzelfahrten wurden Simultanaufstiege mehrerer Ballons, zum Teil auch international abgestimmt, unternommen. Mit einem erheblichen persönlichen Risiko versuchten die beteiligten Meteorologen, allen voran Arthur Berson, möglichst hohe Atmosphärenschichten zu erreichen.
Die Hauptfahrten hatten ein umfangreiches Datenmaterial geliefert, das in den Jahren ab 1895 ausgewertet werden musste. Weitere Beobachtungen wurden bei gelegentlichen Beteiligungen an Militär- oder Sportfahrten vorgenommen, den ergänzenden Luftfahrten. Zur Absicherung der gefundenen Resultate fanden 1898 noch einmal rein wissenschaftliche Ballonfahrten statt.
Das im Allgemeinen rein meteorologisch ausgerichtete Programm wurde zuweilen für andere wissenschaftliche Untersuchungen erweitert. So führten Baschin und Börnstein mehrmals Messungen des vertikalen Potentialgefälles der Luftelektrizität aus. Am 18. Februar 1897 nahm Süring zur Erforschung der akuten Höhenkrankheit (Ballonfahrerkrankheit) Kaninchen als Versuchstiere mit in den Korb und entsprach damit einer Bitte des österreichischen Physiologen und Luftfahrtmediziners Hermann von Schrötter.

### Vorbereitende Fahrten
Am 23. Juni 1888 fand die erste der Luftfahrten mit dem Ballon Herder des Militärluftschiffers und Vereinsmitglieds Hans Bartsch von Sigsfeld statt. Neben ihm nahmen der Berufsluftschiffer Opitz und der Meteorologe Victor Kremser am Aufstieg teil. Die Fahrt führte von der Schöneberger Gasanstalt, wo der Ballon gefüllt worden war, in eine Höhe von fast 2.500 m bis in die Nähe von Bunkenburg, heute Ortsteil von Lachendorf bei Celle. Sigsfeld erprobte dabei verschiedene Arten der Anbringung des Psychrometers am Korb.
Durch die Anschaffung des Meteor versuchte der Verein, den Weggang Sigsfelds nach München und den damit eingetretenen Verlust des einzigen verfügbaren Ballons zu kompensieren. Der kugelförmige Fesselballon war aber nur bei absoluter Windstille verwendbar. Erst Anfang 1891 konnten wieder bemannte Freiballonfahrten stattfinden, als der Inhaber der Berliner Börsen-Zeitung, Kurt Killisch von Horn, sich von Groß den Ballon M. W. entwerfen ließ und diesen dem Verein für wissenschaftliche Fahrten zur Verfügung stellte. Bis November kam es zu fünf Fahrten. Besonders bemerkenswert war die vierte, einerseits, weil als Gast der amerikanische Meteorologe Rotch an der Fahrt teilnahm, andererseits, weil erstmals ein Simultanaufstieg erprobt wurde, indem zeitgleich zum M. W. auch der Meteor aufgelassen wurde. Nach der fünften Fahrt war der M. W. aufgrund von Schäden durch unsachgemäße Lagerung nicht mehr zu gebrauchen, so dass erneut kein Ballon zur Verfügung stand. Es hatte sich allerdings auch herausgestellt, dass der M. W. insgesamt zu schwer war, und, auch wenn sich nur zwei Personen im Korb befanden, lediglich in etwa 1.800 m Höhe aufsteigen konnte.
Insgesamt hatten die vorbereitenden Fahrten die hervorragende Eignung der Instrumente nachweisen können, so dass eine Fortsetzung des Programms erfolgversprechend war.

### Hauptfahrten

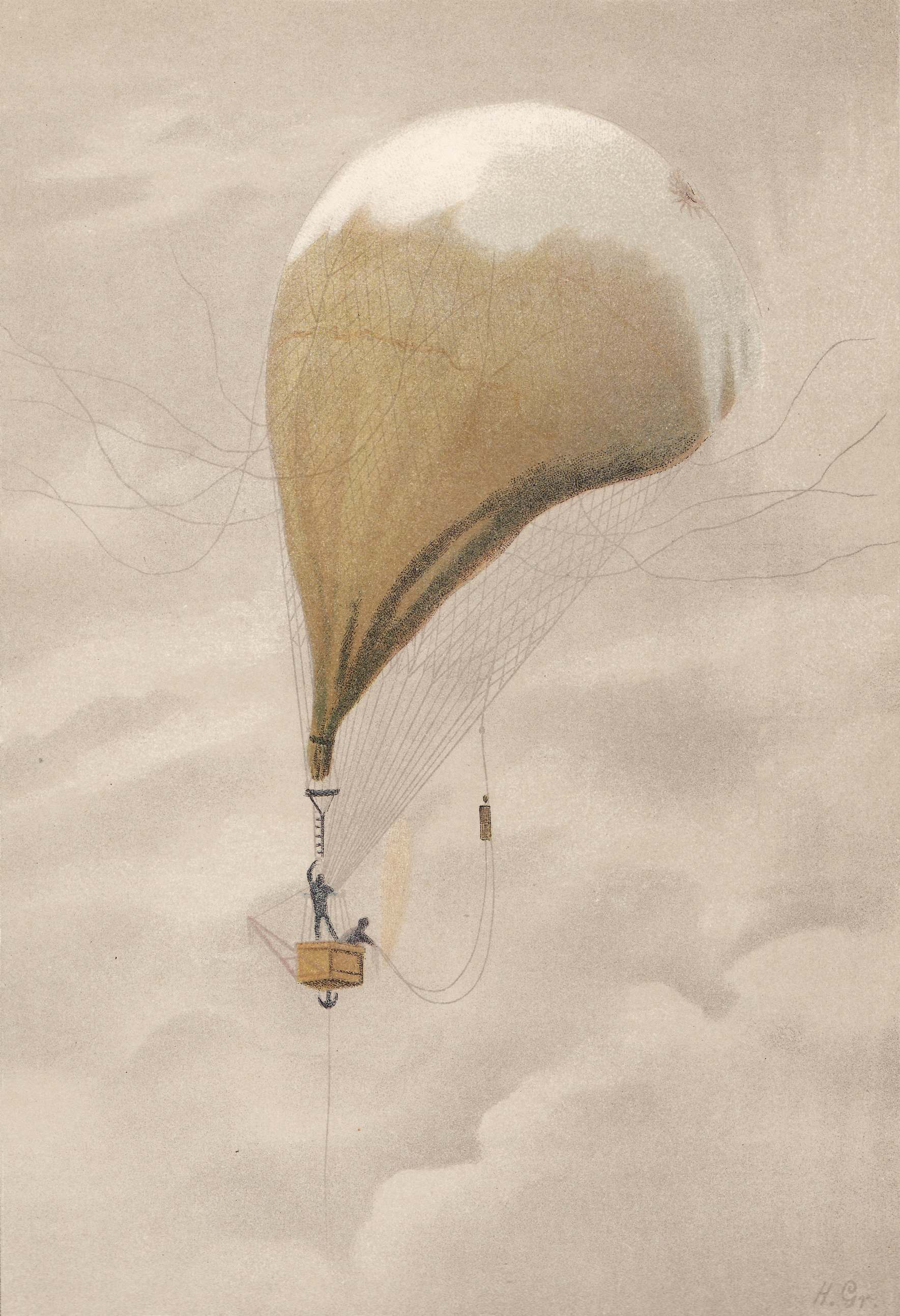
Absturz des Humboldt am 14. März 1893, Zeichnung von Groß

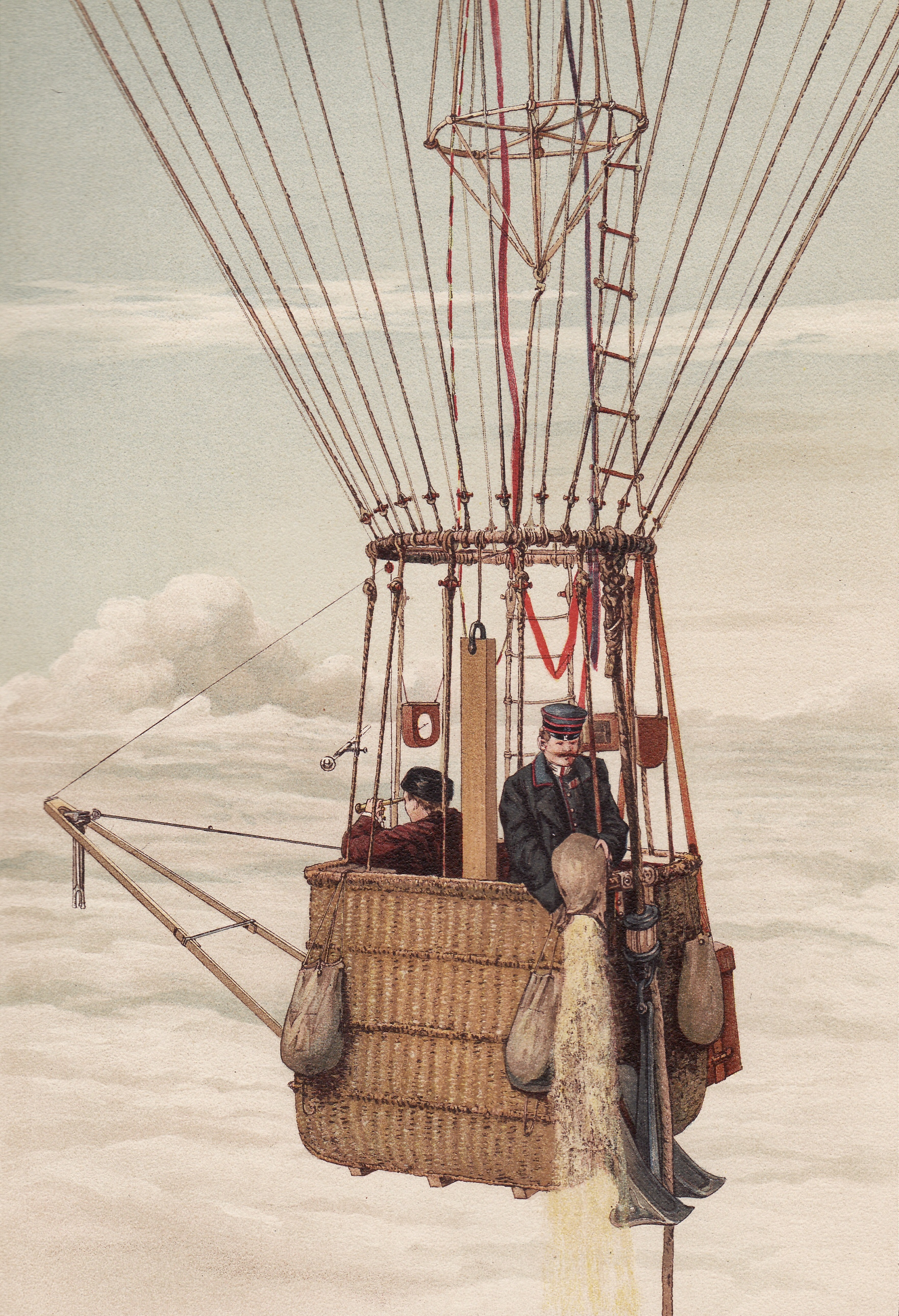
Berson (links) und Groß im Korb des Phönix, Zeichnung von Groß

Mangels eines Ballons fanden 1892 keine Fahrten statt. Das Jahr wurde von Aßmann dazu benutzt, private oder institutionelle Sponsoren für sein Programm zu finden. Ein Immediatgesuch an Kaiser Wilhelm II. war schließlich erfolgreich. 1893 konnte der Ballon Humboldt, wiederum nach Plänen von Hans Groß, gefertigt werden. Mit 2.514 m³ hatte er mehr als das doppelte Fassungsvermögen des M. W. und konnte deshalb größere Höhen erreichen. Der erste Aufstieg des Humboldt fand am 1. März 1893 in Anwesenheit der kaiserlichen Familie statt. Die Fahrt verlief ruhig, aber bei der Landung brach Aßmann sich das rechte Bein. Auch die weiteren Fahrten des Ballons waren von unglücklichen Pannen begleitet, die deutlich machten, welch großes Risiko die Wissenschaftler und Ballonführer eingingen. Nach der sechsten Fahrt am 26. April 1893 verbrannte der Ballon, als sich der Wasserstoff nach der Landung beim Entleeren der Hülle entzündete.
Von besonderer Bedeutung war die zweite Fahrt des Humboldt, die als Hochfahrt geplant war. Man begnügte sich deshalb mit einem kleineren und leichteren Korb und beschloss, zu zweit statt zu dritt aufzusteigen. Der Ballon hob am 14. März bei strömendem Regen mit Groß und Berson an Bord ab. Obwohl er durch den Regen zusätzlich beschwert war, konnte Groß ihn auf eine Höhe von 6.100 m bringen. Da sie keinen Sauerstoff mitführten, litten die Aeronauten stark unter der dünnen Luft. Beim darauffolgenden Abstieg passierte das Malheur, dass die Ventilleine unter Zug geriet und der Ballon sich dadurch während der Fahrt selbsttätig entleerte. Groß hatte keine Möglichkeit, das mehr als einen Meter große Ventil wieder zu schließen, sodass der Ballon mit großer Geschwindigkeit sank. Vom Entdecken dieses Sachverhalts in 2.800 m Höhe bis zum Erreichen des Bodens vergingen nur neun Minuten. Trotzdem kamen beide Ballonfahrer mit leichten Blessuren davon. Rein wissenschaftlich war die Fahrt ein voller Erfolg. Berson hatte die Wolken beim Durchfahren ausgiebig studieren können, und die in großer Höhe gemessenen Temperaturen nährten weitere Zweifel an der Richtigkeit der von Glaisher dreißig Jahre zuvor gemessenen Werte.
Nach zweieinhalb Monaten war der neue, verbesserte Ballon fertig, den man in Anspielung auf das Ende des Humboldt nach dem mythischen Vogel Phönix benannte. Vom 14. Juli 1893 bis zum 4. Dezember 1894 fanden Luftfahrten in schneller Folge statt. In die Serie von Tagesfahrten wurden immer wieder Nacht- und Frühfahrten eingeschoben. Die Nachtfahrt am 14./15. Juli ist auch als erste internationale Simultanfahrt anzusehen, denn am 15. Juli 1893 fanden in Absprache mit den Berliner Meteorologen auch in Stockholm durch Salomon August Andrée und in Sankt Petersburg bemannte Ballonfahrten unter Verwendung der von Aßmann empfohlenen Instrumente statt. Auch im August 1894 gab es gleichzeitige Fahrten mit Andrée in Göteborg und Michail Pomorzew in Sankt Petersburg.
Einige Male wurden auch Fahrten mit mehreren Ballons gleichzeitig durchgeführt, erstmals am 11. Mai 1894. Es sollte versucht werden, mit dem Phönix die größtmögliche Höhe zu erreichen, weshalb dieser mit teurem Wasserstoff statt mit dem üblichen Leuchtgas befüllt wurde. Begleitet wurde der Versuch durch Aufstiege des Militärballons Posen, des unbemannten Ballons Cirrus und des Fesselballons Falke. Tatsächlich konnte eine Höhe von fast 8.000 m erreicht werden. Nur durch das Einatmen von mitgeführtem reinen Sauerstoff konnten Groß und Berson verhindern ohnmächtig zu werden. Durch unterschiedliche Windrichtungen in den verschiedenen Höhen wurde der Posen in südliche Richtung in die Nähe von Rangsdorf getrieben, der Phönix aber gleichzeitig nach Norden in Richtung Greifswald.
Als sich die Erfolge der Berliner wissenschaftlichen Luftfahrten herumsprachen, kam der britische Luftfahrtpionier und -förderer Patrick Young Alexander nach Berlin, um sich mit seinem Ballon Majestic an den Fahrten zu beteiligen. Er nahm unter anderem an der dreifachen Fahrt am 4. Dezember 1894 von Berlin aus teil. Berson startete an diesem Tag allein mit dem Phönix von Leopoldshall bei Staßfurt, einerseits weil es dort eine bequeme Versorgung mit Wasserstoff gab, andererseits, weil die größere Entfernung zum Meer bei südlicher Windrichtung eine längere Fahrt gestattete. Um das Erreichen einer möglichst großen Höhe zu erlauben, wurde der Korb um alles erleichtert, was nicht unbedingt erforderlich war. So wurde zum Beispiel auf den 40 kg schweren Anker verzichtet. Der für eine einzelne Person schwer zu handhabende Schleppgurt wurde entgegen den sonstigen Gepflogenheiten bereits vor der Fahrt ausgerollt. Gefüllt mit 2.000 m³ Wasserstoff gewann der Ballon schnell an Höhe, nach einer Stunde war bereits die Marke von 5.000 m erreicht. Nach gut zwei Stunden und häufiger zusätzlicher Sauerstoffatmung durch den Piloten kam der Ballon bei 9.155 m Höhe und einer Temperatur von −47,9 °C ins Gleichgewicht. Da der Ballast bis auf eine Notreserve verbraucht war, musste Berson trotz noch guten körperlichen Befindens nun absteigen. Er befand sich an dieser Stelle so hoch wie kein Mensch vor ihm. Nach fünfstündiger Fahrt landete der Phönix in der Nähe von Kiel.

### Ergänzende Fahrten
Ende 1894 waren die zur Verfügung stehenden finanziellen Mittel erschöpft. Kaiser Wilhelm II., der den Aufstiegen mehrmals beigewohnt hatte, stellte noch einmal einen Betrag für ergänzende Fahrten und für die Publikation der Ergebnisse zur Verfügung. Das Geld wurde zunächst hauptsächlich für gelegentliche Registrierballonaufstiege verwendet. Daneben durfte mehrmals ein meteorologischer Beobachter an Militärfahrten teilnehmen. Die Frequenz der Aufstiege erhöhte sich, als der Verein zur Förderung der Luftschifffahrt sich eigene Ballons für Sportfahrten anschaffte, die auch von den Meteorologen genutzt wurden.

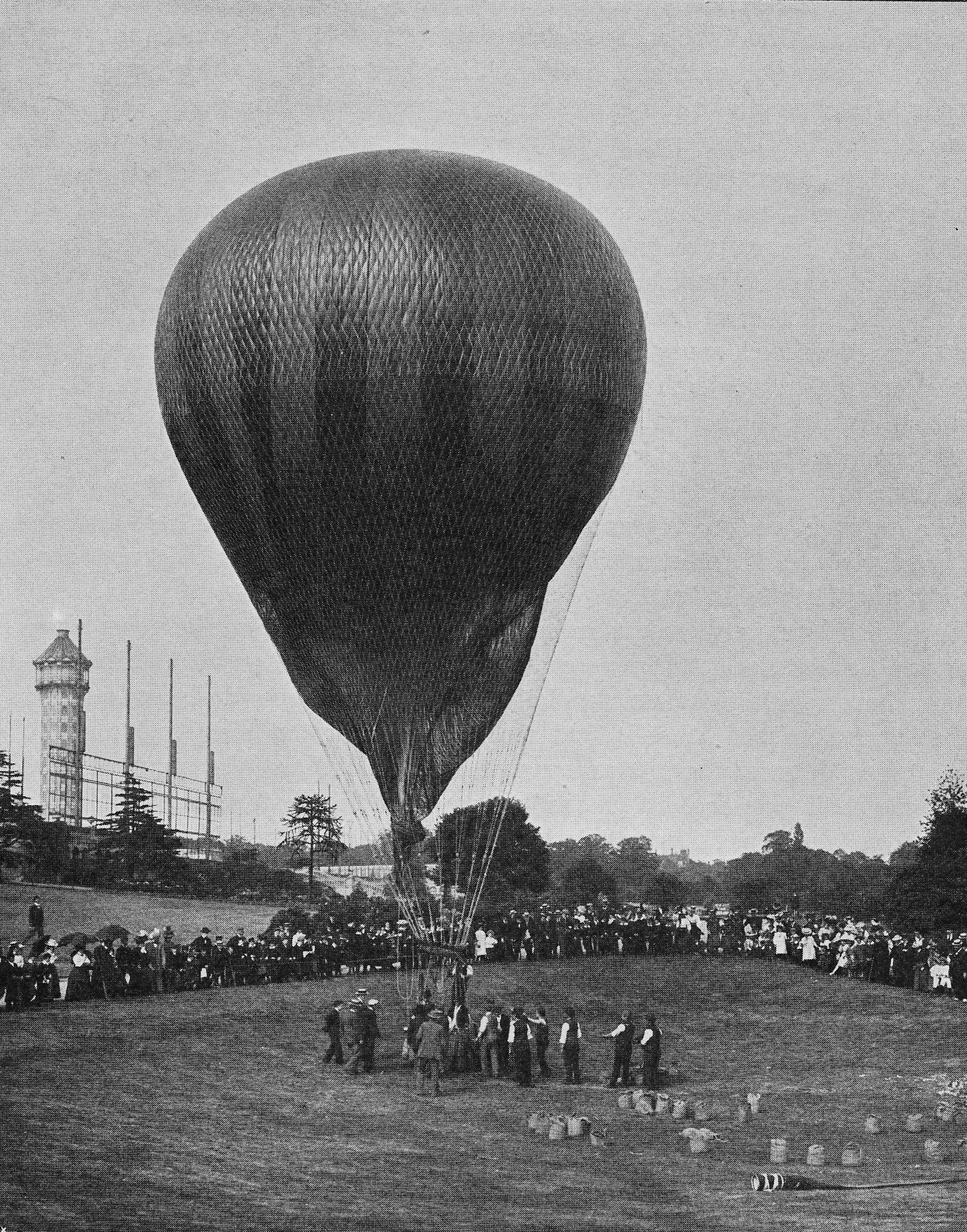
Aufstieg des Excelsior 1898 in Crystal Palace

Auf der Konferenz der Direktoren meteorologischer Institute im September 1896 in Paris wurde die Internationale Kommission für wissenschaftliche Luftschiffahrt gegründet und Hugo Hergesell, der Direktor der Meteorologischen Landesanstalt Elsass-Lothringen, zu ihrem Präsidenten bestimmt. An den von der Kommission organisierten internationalen Simultanluftfahrten, von denen die erste bereits am 14. November 1896 stattfand, beteiligten sich die Berliner Meteorologen regelmäßig mit bemannten und unbemannten Ballons.
Nach den ersten vorläufigen Veröffentlichungen von Ergebnissen der Hauptfahrten, die eine Kritik an Glaishers Messmethodik enthielten, gab es nicht nur Zustimmung, sondern zum Teil erbitterten Widerspruch von Fachkollegen. Der angesehene schwedische Meteorologe Nils Ekholm warf den Autoren eine „verfrühte Verallgemeinerung“ vor. Er hielt die beträchtlichen Unterschiede in den gemessenen Temperaturprofilen der Londoner und Berliner Luftfahrten für real und forderte zusätzliche Vergleichsfahrten in England und Deutschland unter Verwendung von Glaishers und Aßmanns Instrumenten. Die Fahrten fanden am 15. September 1898 statt. Den Aufstieg in Crystal Palace hatte Patrick Alexander organisiert und finanziert. Berson unternahm die Fahrt gemeinsam mit Stanley Spencer im Excelsior. Gleichzeitig stieg Süring im Vereinsballon vom Sportpark Friedenau in Berlin auf. Beide Fahrten waren als Hochfahrten konzipiert und erreichten tatsächlich 8.320 bzw. 6.191 m Höhe. Während am Boden zwischen Berlin und London ein Temperaturunterschied von 7 Grad bestand, verschwand dieser in der Höhe von fünf- bis sechstausend Metern fast vollständig. Die tiefste im Excelsior gemessene Temperatur lag bei −34 °C, die einst von Glaisher in 8.000 m Höhe gemessene bei −20,6 °C. Die Ergebnisse bestätigten vollauf die vorherigen Schlussfolgerungen Aßmanns und Bersons.

## Ergebnisse

### Wissenschaftliche Ergebnisse
Durch entscheidende Fortschritte in der instrumentellen Ausstattung und Messmethodik konnten erstmals systematisch angelegte Ballonfahrten durchgeführt werden, bei denen zu jeder Tageszeit und bei allen Witterungsbedingungen verlässliche Werte der Lufttemperatur und -feuchte gemessen wurden. Es konnte gezeigt werden, dass die bei früheren Luftfahrten gemessenen Temperaturwerte in großen Höhen stark fehlerbehaftet waren, was hauptsächlich auf einen ungenügenden Schutz der Thermometer vor der Sonnenstrahlung zurückzuführen war. Die Berliner Luftfahrten setzten damit Qualitätsstandards für die regelmäßige Sondierung der freien Atmosphäre mit Registrierballons und Wetterdrachen. Durch internationale Simultanaufstiege begründeten sie eine Synopse der freien Atmosphäre, die durch die Erschließung der dritten Dimension zu einer Verbesserung der Wetterprognosen führte.
Die Luftfahrten boten günstige Voraussetzungen, die Schichtung der Troposphäre zu studieren. Die gleichzeitige Messung von Temperatur, Druck und Luftfeuchte konnte mit Beobachtungen der horizontalen und vertikalen Windrichtung sowie der Wolkenform und -schichtung kombiniert werden. Dass das Projekt nicht durch die Entdeckung der Stratosphäre gekrönt wurde, liegt daran, dass die bemannten Fahrten nicht in diese Region vordrangen, und dass Aßmann den von den Registrierballons durchaus gemessenen Temperaturanstieg in Höhen über 10.000 m als einen Fehler durch unvollständige Abschirmung der Sonnenstrahlung auffasste. Erst durch die Fahrt auf 10.800 m Höhe, die Berson und Süring am 31. Juli 1901 mit dem Ballon Preussen unternahmen, und durch den gleichzeitigen Aufstieg eines Registrierballons kam Aßmann zu einer anderen Bewertung. Am 1. Mai 1902 legte er der Preußischen Akademie der Wissenschaften eine Arbeit Über die Existenz eines wärmeren Luftstromes in der Höhe von 10 bis 15 km vor. Drei Tage zuvor hatte bereits der französische Meteorologe Léon-Philippe Teisserenc de Bort in Paris über dieselbe Entdeckung berichtet. Man geht heute davon aus, dass die beiden Forscher miteinander abgestimmt haben, diese bahnbrechende Entdeckung gleichzeitig in ihren jeweiligen Heimatländern zu veröffentlichen.

„Die Berliner wissenschaftlichen Luftfahrten waren Höhepunkt einer mit klassischen physikalischen und aeronautischen Methoden betriebenen Erkundungsforschung im Bereich der Troposphäre und bildeten einen Markstein in der Erschließung der dritten Dimension für die meteorologische Forschung und Praxis.“

### Publikation

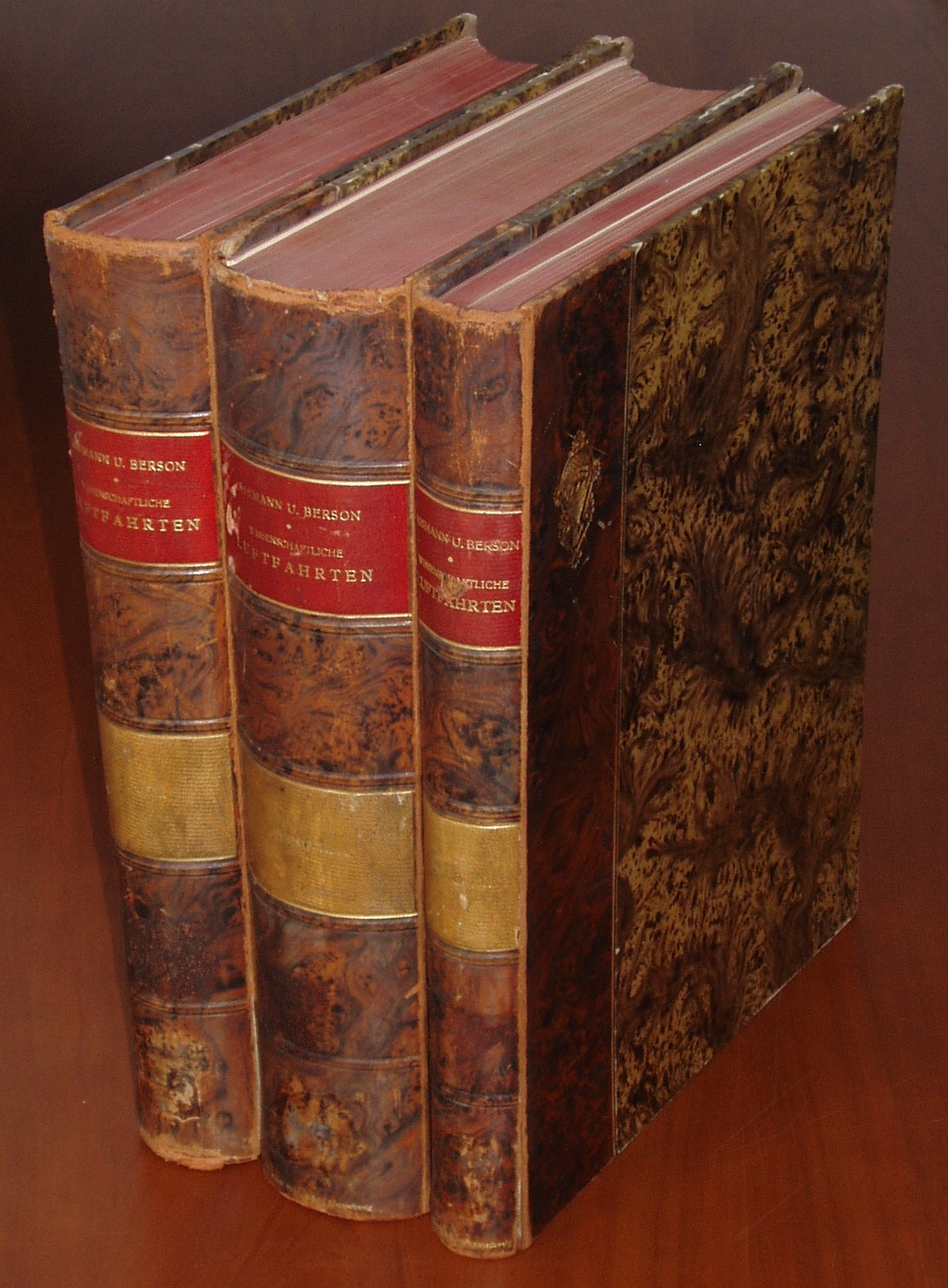
Die drei Bände der Wissenschaftlichen Luftfahrten

Unmittelbar nach Ausführung der einzelnen Luftfahrten wurden die Ergebnisse in Fachzeitschriften wie Das Wetter, Zeitschrift für Luftschifffahrt und Physik der Atmosphäre und Meteorologische Zeitschrift veröffentlicht. Allein von Aßmann und Berson stammen 12 bzw. 18 Artikel. Eine Zwischenbilanz nach 49 Fahrten gab Aßmann 1895 in der Meteorologischen Zeitschrift.
Eine vollständige Publikation der Messdaten aller 94 bemannten und unbemannten Ballonfahrten und eine ausführliche wissenschaftliche Analyse und Diskussion derselben erfolgte in drei Bänden unter dem Titel Wissenschaftliche Luftfahrten im Jahre 1899 (Band 1) und 1900 (Band 2 und 3). Als Herausgeber traten Aßmann und Berson auf. Mitgewirkt haben außerdem Baschin, von Bezold, Börnstein, Groß, Kremser, Stade und Süring. Das Werk enthält nach einem geschichtlichen Überblick über meteorologische Beobachtungen bei früheren Ballonfahrten eine Beschreibung des eingesetzten Ballonmaterials, der verwendeten Instrumente und der Berechnungsmethoden. Sehr breiten Raum nimmt die detaillierte Beschreibung jeder einzelnen Fahrt in tabellarischen Übersichten, graphischen Darstellungen sowie ausführlichen Berichten des jeweiligen Ballonführers über den Fahrtverlauf und des Observators über die angestellten Beobachtungen ein. Dies füllt die Hälfte des ersten Bandes und den gesamten zweiten Band. Der dritte Band enthält die zusammenfassende Darstellung und wissenschaftliche Diskussion des Beobachtungsmaterials getrennt nach Lufttemperatur, Verteilung des Wasserdampfes, Wolkenbildungen, Geschwindigkeit und Richtung des Windes, Sonnenstrahlung und Luftelektrizität. Das Werk endet mit einer theoretischen Schlussbetrachtung von Bezolds.
Das erste Exemplar der Wissenschaftlichen Luftfahrten wurde Kaiser Wilhelm II. am 10. Juni 1900 durch von Bezold, Aßmann, Berson und Hauptmann Groß übergeben. In Anerkennung ihrer Leistungen ernannte der Kaiser von Bezold zum Geheimen Oberregierungsrat und Aßmann zum Geheimen Regierungsrat. Berson und Kremser erhielten den Roten Adlerorden IV. Klasse und Süring den Kronenorden IV. Klasse.
Die Wissenschaftlichen Luftfahrten wurden von der internationalen Gemeinschaft der Aerologen sehr positiv aufgenommen. Von Hugo Hergesell, dem Präsidenten der Internationalen Kommission für wissenschaftliche Luftfahrt, erschien 1901 eine zwanzigseitige Rezension. In der Wiener Luftschiffer-Zeitung würdigte Viktor Silberer, der Präsident des Wiener Aëro-Clubs, Wissenschaftliche Luftfahrten als das „das weitaus bedeutendste und umfangreichste Werk, das die aëronautische Literatur aller Nationen der Erde bis jetzt aufzuweisen hat“. Die Königlich-Niederländische Akademie der Wissenschaften verlieh Aßmann und Berson 1903 die Buys-Ballot-Medaille, die nur einmal pro Jahrzehnt für herausragende Leistungen auf dem Gebiet der Meteorologie vergeben wird.